# Tibor Fischer
Tibor Fischer (* 7. ledna 1952) je bývalý slovenský fotbalista, útočník.

## Fotbalová kariéra
V československé lize hrál za Inter Bratislava a Jednotu Trenčín. Nastoupil ve 34 ligových utkáních a dal 6 ligových gólů.

## Ligová bilance
| Ročník                                   | Zápasy | Góly | Minuty | Klub             |
| ---------------------------------------- | ------ | ---- | ------ | ---------------- |
| 1. československá fotbalová liga 1970/71 | 13     | 2    | 362    | Inter Bratislava |
| 1. československá fotbalová liga 1971/72 | 2      | 1    | 146    | Inter Bratislava |
| 1. československá fotbalová liga 1974/75 | 3      | 0    | 100    | Inter Bratislava |
| 1. československá fotbalová liga 1975/76 | 16     | 3    | 1339   | Jednota Trenčín  |
| CELKEM                                   | 34     | 6    | 1 947  |                  |